# Ао (чжуинь)

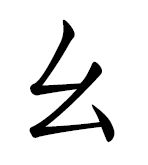

Ао — одна из двенадцати основных финалей китайского алфавита чжуинь, омоглиф иероглифического ключа Яобу (саньхуа), в слоге может сочетаться с медиалью «И», участвует в образовании 29-и слогов стандартного путунхуа:
| ㄠ — ао      | ㄓㄠ — чжао  | ㄔㄠ — чао   | ㄐㄧㄠ — цзяо |
| ㄑㄧㄠ — цяо | ㄏㄠ — хао   | ㄒㄧㄠ — сяо | ㄖㄠ — жао    |
| ㄍㄠ — гао   | ㄎㄠ — као   | ㄌㄠ — лао   | ㄌㄧㄠ — ляо  |
| ㄇㄠ — мао   | ㄇㄧㄠ — мяо | ㄋㄠ — нао   | ㄋㄧㄠ — няо  |
| ㄅㄠ — бао   | ㄆㄠ — пао   | ㄅㄧㄠ — бяо | ㄆㄧㄠ — пяо  |
| ㄙㄠ — сао   | ㄕㄠ — шао   | ㄉㄠ — дао   | ㄊㄠ — тао    |
| ㄉㄧㄠ — дяо | ㄊㄧㄠ — тяо | ㄗㄠ — цзао  | ㄘㄠ — цао    |
| ㄧㄠ — яо    |              |              |               |